# Dušan Joksimović
Dušan Joksimović (Belgrad, 11 de desembre de 1963) és un director de fotografia Iugoslàvia (fins al 2003) després serbi, nascut el a (aleshores capital de la República Federal de Iugoslàvia). Ha treballat principalment amb directors serbis o d'altres països de l'antiga Iugoslàvia, és notablement un col·laborador habitual del seu compatriota Srđan Dragojević, les pel·lícules més conegudes del qual són : Mi nismo anđeli, Lepa sela lepo gore, Rane i Parada així com a Luna Papa de Bakhtiar Khudojnazarov.

## Filmografia

### Com a director de fotografia
- 1992 : Mi nismo anđeli de Srđan Dragojević
- 1994 : Dva sata kvalitetnog programa (telefilm) de Srđan Dragojević
- 1996 : Lepa sela lepo gore de Srđan Dragojević
- 1997 : Frauen in Schwarz (documental) de  Helga Reidemeister i Zoran Solomun
- 1998 : Rane de Srđan Dragojević
- 1999 : Luna Papa de Bakhtiar Khudojnazarov
- 2001 : Der chinesische Markt (documental) de Vladimir Blazevski i Zoran Solomun
- 2002 : Zvenenje v glavi d'Andrej Košak
- 2004 : Predmestje de Vinko Möderndorfer}}
- 2005 : Mi nismo anđeli 2 de Srđan Dragojević
- 2005 : The Keeper: The Legend of Omar Khayyam de Kayvan Mashayekh
- 2008 : Sveti Georgije ubiva azdahu de Srđan Dragojević
- 2008 : Pokrajina St.2 de Vinko Möderndorfer
- 2009 : Cekaj me, ja sigurno necu doci de Miroslav Momčilović
- 2009 : Kandidatka in sofer (téléfilm) de Vinko Möderndorfer
- 2009-2010 : Ono kao ljubav (sèrie de televisió) de Gorčin Stojanović}
- 2010 : Daca bobul nu moare de Sinișa Dragin
- 2011 : Parada de Srđan Dragojević
- 2011 : Neprijatelj  de Dejan Zečević
- 2012 : V Ozhidanii Moria de Bakhtiar Khudojnazarov
- 2013 : Falsifikator de Goran Marković
- 2014 : Atomski zdesna de Srđan Dragojević
- 2016 : Dnevnik masinovodje de Miloš Radović
- 2016 : Stado de Nikola Kojo
- 2016 : Dnevnik masinovodje (sèrie de televisió) de Miloš Radović
- 2017 : Mamurluci (sèrie de televisió) de Srđan Dragojević

### Altres
- 1995 : Underground d'Emir Kusturica - director de la fotografia del segon equip a Belgrad
- 2003 : Rezervni deli de Damjan Kozole - operador de càmera de la segona unita
- 2012 : Doktor Rej i đavoli de Dinko Tucaković - fotografia addicional

## Premis
- Festival de Cinema Mediterrani Cologne (Occitània) del 2002: Millor fotografia per Zvenenje v glavi)[2]
- Festival de cinema eslovè del 2008: Millor fotografia per Pokrajina St.2
- XXXVI edició de la Mostra de València: Millor fotografia per Nebesa.[3]